# ماککی
ماککی، روستایی در پشموکی است از توابع بخش مرکزی شهرستان هیرمند در استان سیستان و بلوچستان ایران.

## جمعیت
این روستا در دهستان دوست‌محمد قرار داشته و براساس سرشماری سال ۱۳۸۵جمعیت آن ۷۴نفر (۱۹خانوار) بوده‌است.